# 第55回グラミー賞
第55回グラミー賞(だい55かいグラミーしょう、The 55th Annual Grammy Awards)は、2013年2月10日にカリフォルニア州ロサンゼルス市のステイプルズ・センターにて授賞式が行われた。司会は前年に続きLL・クール・Jであった。公式ポスターはエリカ・アイリス・シモンズが制作した。ノミネートの発表は2012年12月6日にナッシュビルのブリヂストン・アリーナで発表され、その模様はCBSで放送された。
また日本人からは、MIDIを通じて電子楽器の世界を広げたとしてローランド創業者の梯郁太郎が技術グラミー賞を受賞した (シーケンシャル・サーキット創業者のデイヴ・スミスとの共同受賞)。

## 受賞者、受賞作品および候補
受賞は各部門最上段に太字のもの

### 総合（主要部門）
最優秀レコード賞
- "Somebody That I Used to Know" - ゴティエ featuring キンブラ（『メイキング・ミラーズ（Making Mirrors）』所収）
- "Lonely Boy" – ザ・ブラック・キーズ
- "Stronger (What Doesn't Kill You)" – ケリー・クラークソン
- "We Are Young" – FUN. featuring ジャネール・モネイ
- "Thinkin Bout You" – フランク・オーシャン
- "We Are Never Ever Getting Back Together" – テイラー・スウィフト

最優秀アルバム賞
- 『バベル（Babel）』 - マムフォード・アンド・サンズ
- 『エル・カミーノ（El Camino）』 –  ザ・ブラック・キーズ
- 『サム・ナイツ～蒼い夜～（Some Nights）』 – FUN.
- 『チャンネル・オレンジ（Channel Orange）』 – フランク・オーシャン
- 『ブランダーバス（Blunderbuss）』 –  ジャック・ホワイト

最優秀楽曲賞
- "伝説のヤングマン〜ウィー・アー・ヤング〜（We Are Young）" - FUN. featuring ジャネール・モネイ
- "The A Team" - エド・シーラン
- "Adorn" - ミゲル
- "Call Me Maybe" - カーリー・レイ・ジェプセン
- "Stronger (What Doesn't Kill You)" - ケリー・クラークソン

最優秀新人賞
- FUN.
- アラバマ・シェイクス
- ハンター・ヘイズ
- ザ・ルミニアーズ（英語版）
- フランク・オーシャン

### ポップ
最優秀ポップ・パフォーマンス（ソロ）
- "Set Fire to the Rain (Live)" - アデル（『21』所収）

最優秀ポップ・パフォーマンス（デュオもしくはグループ）
- "Somebody That I Used to Know" - ゴティエ featuring キンブラ（『メイキング・ミラーズ（Making Mirrors）』所収）

最優秀ポップ・インストゥルメンタル・アルバム
- 『インプレッションズ（Impressions）』 - クリス・ボッティ

最優秀ポップ・ボーカル・アルバム
- 『ストロンガー（Stronger）』 - ケリー・クラークソン
- 『セレモニアルズ（Ceremonials）』 – フローレンス・アンド・ザ・マシーン
- 『サム・ナイツ～蒼い夜～（Some Nights）』 – FUN.
- 『オーヴァーエクスポーズド（Overexposed）』 – マルーン5
- 『トゥルース・アバウト・ラヴ（The Truth About Love）』 – P!NK

### ダンス／エレクトロニック
最優秀ダンス録音
- "Bangarang" - スクリレックス featuring シラー（英語版）（『バンガラング（Bangarang）』所収）

最優秀ダンス／エレクトロニック・アルバム
- 『バンガラング（Bangarang）』 - スクリレックス
- 『Wonderland』 – スティーヴ・アオキ
- 『Don't Think』 – ザ・ケミカル・ブラザーズ
- 『＞ ココにタイトルを入力 ＜（> Album Title Goes Here <）』 – デッドマウス
- 『Fire & Ice』 – カスケイド

### トラディショナル・ポップ
最優秀トラディショナル・ポップ・ボーカル・アルバム
- 『キス・オン・ザ・ボトム（Kisses on the Bottom）』 – ポール・マッカートニー
- 『クリスマス（Christmas）』 – マイケル・ブーブレ
- 『ホリデイ・キャロル（A Holiday Carole）』 – キャロル・キング

### ロック
最優秀ロック・パフォーマンス
- "Lonely Boy" - ザ・ブラック・キーズ（『エル・カミーノ（El Camino）』所収）

最優秀ハードロック／メタル・パフォーマンス
- "Love Bites" - ヘイルストーム （『ストレンジ・ケイス（The Strange Case Of...）』所収）

最優秀ロック・ソング
- ザ・ブラック・キーズ "Lonely Boy" -  Dan Auerbach、Brian Burton、Patrick Carney（ソングライター）（『エル・カミーノ（El Camino）』所収）

最優秀ロック・アルバム
- 『エル・カミーノ（El Camino）』 - ザ・ブラック・キーズ
- 『マイロ・ザイロト（Mylo Xyloto）』 – コールドプレイ
- 『ザ・セカンド・ロウ〜熱力学第二法則（The 2nd Law）』 – ミューズ
- 『レッキング・ボール（Wrecking Ball）』 – ブルース・スプリングスティーン
- 『ブランダーバス（Blunderbuss）』 – ジャック・ホワイト

### オルタナティヴ
最優秀オルタナティヴ・ミュージック・アルバム
- 『メイキング・ミラーズ（Making Mirrors）』 - ゴティエ
- 『The Idler Wheel Is Wiser Than the Driver of the Screw and Whipping Cords Will Serve You More Than Ropes Will Ever Do』 – フィオナ・アップル
- 『バイオフィリア（Biophilia）』 – ビョーク
- 『Hurry Up, We're Dreaming』 – M83
- 『バッド・アズ・ミー（Bad as Me）』 – トム・ウェイツ

### R&B
最優秀R&Bパフォーマンス
- "クライマックス（Climax）" -  アッシャー （『ルッキング・フォー・マイセルフ（Looking 4 Myself）』所収）

最優秀トラディショナルR&Bパフォーマンス
- "ラヴ・オン・トップ（Love on Top）" - ビヨンセ （『4』所収）

最優秀R&Bソング
- "アドーン（Adorn）" - ミゲル （『カレイドスコープ・ドリーム（Kaleidoscope Dream）』所収）

最優秀アーバン・コンテンポラリー・アルバム（新設）
- 『チャンネル・オレンジ（Channel Orange）』 - フランク・オーシャン
- 『フォーチュン（Fortune）』 – クリス・ブラウン
- 『カレイドスコープ・ドリーム（Kaleidoscope Dream）』 – ミゲル

最優秀R&Bアルバム
- 『ブラック・レディオ（Black Radio）』 - ロバート・グラスパー・エクスペリメント
- 『Back to Love』 – アンソニー・ハミルトン
- 『ライト・ミー・バック（Write Me Back）』 – R・ケリー
- 『Beautiful Surprise』 – タミア
- 『Open Invitation』 – タイリース・ギブソン

### ラップ
最優秀ラップ・パフォーマンス
- "Niggas in Paris" - ジェイ・Z＆カニエ・ウェスト （『ウォッチ・ザ・スローン（Watch the Throne）』所収）

最優秀ラップ／サング・コラボレーション
- "No Church In The Wild" - ジェイ・Z＆カニエ・ウェスト  featuring フランク・オーシャン＆ザ・ドリーム（『ウォッチ・ザ・スローン（Watch the Throne）』所収）

最優秀ラップ・ソング
- "Niggas in Paris" -  ジェイ・Z＆カニエ・ウェスト （『ウォッチ・ザ・スローン（Watch the Throne）』所収）

最優秀ラップ・アルバム
- 『テイク・ケア（Take Care）』 - ドレイク
- 『Food & Liquor II: The Great American Rap Album Pt. 1』 – ルーペ・フィアスコ
- 『ライフ・イズ・グッド（Life Is Good）』 – ナズ
- 『アンダン（Undun）』 – ザ・ルーツ
- 『God Forgives, I Don't』 – リック・ロス
- 『Based on a T.R.U. Story』 – 2チェインズ

### カントリー
最優秀カントリー・ソロ・パフォーマンス
- "Blown Away" - キャリー・アンダーウッド（『Blown Away』所収）

最優秀カントリー・デュオ／グループ・パフォーマンス
- "Pontoon" – リトル・ビッグ・タウン（『Tornado』所収）

最優秀カントリー・ソング
- キャリー・アンダーウッド "Blown Away" - Josh Kear、Chris Tompkins（ソングライター）

最優秀カントリー・アルバム
- 『Uncaged』 – ザック・ブラウン・バンド（英語版）

### ニューエイジ
最優秀ニューエイジ・アルバム
- 『Echoes of Love』 - オマー・アクラム（英語版）
- 『Live Ananda』 – クリシュナ・ダス（英語版）
- 『Bindu』 – Michael Brant DeMaria
- 『Deep Alpha』 – スティーヴン・ハルパーン（英語版）
- 『Light Body』 – ピーター・ケーター（英語版）
- 『Troubadours on the Rhine』 – ロリーナ・マッケニット

### ジャズ
最優秀インプロヴァイズド・ジャズ・ソロ
- "Hot House" - ゲイリー・バートン＆チック・コリア（『ホット・ハウス（Hot House）』所収）
- "Cross Roads" – ラヴィ・コルトレーン（英語版）（『Spirit Fiction』所収）
- "不思議の国のアリス（Alice in Wonderland）" – チック・コリア（チック・コリア、 エディ・ゴメス、ポール・モチアン『ファーザー・エクスプロレイションズ〜ビル・エヴァンスに捧ぐ（Further Explorations）』所収）
- "J. Mac" – ケニー・ギャレット（『Seeds from the Underground』所収）
- "Ode" – ブラッド・メルドー（『オード（Ode）』所収）

最優秀ジャズ・ボーカル・アルバム
- 『ラジオ・ミュージック・ソサイエティ（Radio Music Society）』 - エスペランサ・スポルディング
- 『Soul Shadows』 – デニース・ドナテッリ
- 『1619 Broadway – The Brill Building Project』 – カート・エリング
- 『Live』 – アル・ジャロウ＆メトロポール・オーケストラ
- 『The Book of Chet』 – ルシアーナ・ソウザ（英語版）

最優秀ジャズ・インストゥルメンタル・アルバム
- 『ユニティ・バンド（Unity Band）』- パット・メセニー・ユニティ・バンド
- 『ファーザー・エクスプロレイションズ〜ビル・エヴァンスに捧ぐ（Further Explorations）』 –  チック・コリア、 エディ・ゴメス、ポール・モチアン
- 『ホット・ハウス（Hot House）』 – ゲイリー・バートン＆チック・コリア
- 『Seeds from the Underground』 – ケニー・ギャレット
- 『ブルームーン：ザ・ニューヨーク・セッションズ（Blue Moon）』 – アーマッド・ジャマル

最優秀ラージ・ジャズ・アンサンブル・アルバム
- 『Dear Diz (Every Day I Think of You)』 - アルトゥーロ・サンドヴァル

最優秀ラテン・ジャズ・アルバム
- 『¡Ritmo!』 - クレア・フィッシャー（英語版）・ラテンジャズ・ビッグバンド

### ゴスペル／コンテンポラリー・クリスチャン
最優秀ゴスペル／コンテンポラリー・クリスチャン・ミュージック・パフォーマンス
- "10,000 Reasons (Bless The Lord)" - マット・レッドマン（英語版）

最優秀ゴスペル・ソング
- メアリー・メアリー "ゴー・ゲット・イット（Go Get It）" - Erica Campbell、Tina Campbell、Warryn Campbell（ソングライター）

最優秀コンテンポラリー・クリスチャン・ミュージック・ソング
- Matt Redman "10,000 Reasons (Bless the Lord)" - Jonas Myrin＆Matt Redman（ソングライター）
- Israel & New Breed "Your Presence Is Heaven" - Israel Houghton＆Micah Massey（ソングライター）

最優秀ゴスペル・アルバム
- 『Gravity』 - レクレー

最優秀コンテンポラリー・クリスチャン・ミュージック・アルバム
- 『Eye on It』 – トビーマック

### ラテン
最優秀ラテン・ポップ・アルバム
- 『MTV Unplugged: Deluxe Edition』 – フアネス

最優秀ラテン・ロック、アーバンもしくはオルタナティヴ・アルバム
- 『Imaginaries』 – Quetzal

最優秀リージョナル・メキシカン・ミュージカル・アルバム（テハーノを含む）
- 『Pecados y Milagros』 – リラ・ダウンズ

最優秀トロピカル・ラテン・アルバム
- 『Retro』 – Marlow Rosado Y La Riqueña

### アメリカン・ルーツ
最優秀アメリカーナ・アルバム
- 『スリップストリーム（Slipstream）』 -  ボニー・レイット

最優秀ブルーグラス・アルバム
- 『Nobody Knows You』 – スティープ・キャニオン・レンジャーズ（英語版）

最優秀ブルース・アルバム
- 『ロックト・ダウン（Locked Down）』 -  ドクター・ジョン

最優秀フォーク・アルバム
- 『ゴート・ロデオ・セッションズ（The Goat Rodeo Sessions）』 – ヨーヨー・マ、スチュアート・ダンカン（英語版）、エドガー・メイヤー、クリス・シーリ

最優秀リージョナル・ルーツ・ミュージック・アルバム
- 『The Band Courtbouillon』 – ウェイン・トゥープス、Steve Riley、Wilson Savoy

### レゲエ
最優秀レゲエ・アルバム
- 『再生（Rebirth）』 - ジミー・クリフ

### ワールドミュージック
最優秀ワールドミュージック・アルバム
- 『The Living Room Sessions Part 1』 - ラヴィ・シャンカル

### チルドレンズ
最優秀チルドレンズ・アルバム
- 『Can You Canoe?』 – The Okee Dokee Brothers

### スポークン・ワード
最優秀スポークン・ワード・アルバム
- 『Society's Child: My Autobiography』 - ジャニス・イアン

### コメディ
最優秀コメディ・アルバム
- 『Blow Your Pants Off』 - ジミー・ファロン

### ミュージカル・ショー
最優秀ミュージカル劇場アルバム
- 『ONCE ダブリンの街角で（Once: A New Musical）』 - Steve Kazee＆クリスティン・ミリオティ（プリンシパル・ソロイスト）。Steven Epstein＆Martin Lowe（プロデューサー）。（Glen Hansard＆Marketa Irglova（作曲者、作詞者）。

### ビジュアルメディア向け
最優秀コンピレーション・サウンドトラック（ビジュアルメディア向け）
- 『ミッドナイト・イン・パリ（Midnight in Paris ）』 - Various Artists

最優秀スコア・サウンドトラック（ビジュアルメディア向け）
- 『ドラゴン・タトゥーの女（The Girl with the Dragon Tattoo）』 - トレント・レズナー、アッティカス・ロス（作曲者）

最優秀ソング（ビジュアルメディア向け）
- テイラー・スウィフト＆ザ・シビル・ウォーズ "Safe & Sound"（『ハンガー・ゲーム（The Hunger Games）』より） - T・ボーン・バーネット、テイラー・スウィフト、John Paul White、Joy Williams（ソングライター）

### 作曲・編曲
最優秀インストゥルメンタル作曲
- "Mozart Goes Dancing" - チック・コリア（作曲者）（チック・コリア＆ゲイリー・バートン『ホット・ハウス（Hot House）』所収）

最優秀インストゥルメンタル編曲
- "How About You" - ギル・エヴァンス（編曲者）（没後25年、ギル・エヴァンス・プロジェクト『Centennial - Newly Discovered Works Of Gil Evans』所収）

最優秀インストゥルメンタル編曲（ボーカリストあり）
- "City Of Roses" - タラ・メモリー（英語版）＆エスペランサ・スポルディング（編曲者）（エスペランサ・スポルディング『ラジオ・ミュージック・ソサイエティ（Radio Music Society）』所収）

### パッケージ
最優秀レコーディング・パッケージ
- ビョーク『バイオフィリア（Biophilia）』 - Michael Amzalag、Mathias Augustyniak（アート・ディレクター）

最優秀ボックスもしくは特別限定版パッケージ
- ウディ・ガスリー『Woody at 100: The Woody Guthrie Centennial Collection』 - Fritz Klaetke（アート・ディレクター）

### ノーツ
最優秀アルバム・ノーツ
- レイ・チャールズ『Singular Genius: The Complete ABC Singles』 - ビリー・ヴェラ（アルバム・ノーツ・ライター）

### ヒストリカル
最優秀ヒストリカル・アルバム
- ザ・ビーチ・ボーイズ『スマイル（デラックス・エディション）（The Smile Sessions (Deluxe Box Set)）』  - アラン・ボイド（英語版）、マーク・リネット（英語版）、ブライアン・ウィルソン、Dennis Wolfe（コンピレーション・プロデューサー）。マーク・リネット（マスタリング・エンジニア）。

### 制作（非クラシカル）
最優秀エンジニアド録音
- ヨーヨー・マ、Stuart Duncan、エドガー・メイヤー、クリス・シーリ『ゴート・ロデオ・セッションズ（The Goat Rodeo Sessions）』 - Richard King（エンジニア）。Richard King（マスタリング・エンジニア）。

プロデューサー・オブ・ザ・イヤー（非クラシカル）
- ダン・オーバック（英語版） （ザ・ブラック・キーズ『El Camino』、ドクター・ジョン『Locked Down』等）

最優秀リミックスド録音（非クラシカル）
- ネロ（英語版） "Promises (Skrillex & Nero Remix)" - スクリレックス（リミキサー）

### 制作（サラウンド・サウンド）
最優秀サラウンド・サウンド・アルバム
- パトリシア・バーバー（英語版）『Modern Cool』 - ジム・アンダーソン（英語版）（サラウンド・ミックス・エンジニア）。Darcy Proper（サラウンド・マスタリング・エンジニア）。Michael Friedman（サラウンド・プロデューサー）。

### ミュージック・ビデオ
最優秀短編ミュージック・ビデオ
- リアーナ featuring カルヴィン・ハリス "ウィー・ファウンド・ラヴ（We Found Love）" - メリーナ・マトソウカス（英語版）（ビデオ・ディレクター）。Juliette Larthe、Ben Sullivan（ビデオ・プロデューサー）。

最優秀長編ミュージック・ビデオ
- マムフォード・アンド・サンズ、エドワード・シャープ&ザ・マグネティック・ゼロズ（英語版）、オールド・クロウ・メディスン・ショウ（英語版）『ビッグ・イージー・エクスプレス（Big Easy Express）』 - Emmett Malloy（ビデオ・ディレクター）。Bryan Ling、Mike Luba、Tim Lynch（ビデオ・プロデューサー）。

### 特別賞
ミュージケアーズ・パーソン・オブ・ザ・イヤー
- ブルース・スプリングスティーン[7]

技術グラミー賞
- 梯郁太郎
- デイヴ・スミス（英語版）
- Royer Labs